# 西村敏雄 (アナウンサー)
西村 敏雄（にしむら としお、1947年7月4日 - 2008年6月18日）は、大分放送（OBS）の元アナウンサー。愛称はビンビン。

## 略歴
実父の仕事の関係で、小・中学生時代には、大分・熊本両県を中心に6回の転居を経験。大分県別府市の小学校へ入学したことを皮切りに、小学校を4回、中学校を2回転校している。
1970年（昭和45年）4月1日付で大分放送へ入社。同じくOBSアナウンサーの植木伴子（愛称：バンバン）とのビンビン・バンバンのコンビで出演したラジオ番組『ナウナウナウ大行進』等で人気を集めた。
その後、アナウンス部長等を経て、報道局局長職に在職中の2008年（平成20年）6月18日、食道癌のため60歳で逝去。

## 出演番組
特記のない番組はいずれも、大分放送で制作・放送。

### ラジオ
- エースフォークプラザ
- ナウナウナウ大行進[1][4]
- ビンビン・バンバンのハッピーサンデー[1]
- あの店この店うまい店[1]
- スポーツジョッキー[1]
- 岩手・大分ホットライン
- 西村敏雄の情報スタジオ
- 耳よりホームドクター[7]
- 飛び出せ!全国DJ諸君（1974年、木曜会加盟の31局で放送）

### テレビ
- かぼすタイム - 総合司会（1995年-1996年）[2]